# Daniel Stephan
Pour les articles homonymes, voir Stephan.
Daniel Stephan, né le 3 août 1973 à Rheinhausen, est un ancien handballeur allemand, élu Meilleur handballeur mondial de l'année en 1998.

## Biographie

### Parcours en club
À neuf ans, il commence le handball au OSC Rheinhausen où il évolue jusqu'à 21 ans en 1994, année où il rejoint le TBV Lemgo. D'une grande fidélité, il y a reste jusqu'à la fin de sa carrière en 2008, remportant deux coupes d'Europe (la Coupe des Coupes en 1996 et la Coupe de l'EHF en 2006) ainsi que cinq titres nationaux (deux championnat d'Allemagne en 1997, 2003 et trois Coupes d'Allemagne en 1995, 1997 et 2002).

### Parcours en équipe nationale
Sélectionné à 183 reprises en Allemagne entre 1994 et 2008, Stephan a eu apport important pour la Mannschaft : premier joueur allemand à être élu meilleur handballeur mondial de l'année (en 1998), il est notamment médaillé d'argent aux Jeux olympiques de 2004 et Champion d'Europe la même année. Il a également été élu meilleur joueur du Championnat d'Europe 1998.
Paradoxalement, il n'a pourtant jamais participé à un Championnat du monde. En effet, de multiples blessures l'ont empêché de participer à ces compétitions : en 1999, il souffrait d'une fracture de l'os métacarpien ; en 2001, il était blessé au tendon d'Achille et n'a pas été sélectionné en 2003 et 2005. Enfin, ayant pris une première fois sa retraite internationale en 2006, il n'a donc pas participé à la victoire allemande à domicile en 2007.

## Palmarès

### Club
- Compétitions internationales
  - Coupe des vainqueurs de Coupe (C2) (1) : 1996
  - Coupe de l'EHF (C1) (1) : 2006
- Compétitions nationales
  - Champion d'Allemagne (2) : 1997, 2003
  - Coupe d'Allemagne (3) : 1995, 1997 et 2002

### Sélection nationale
- Jeux olympiques d'été[3]
  -  médaille d'argent aux Jeux olympiques de 2004
  - 5e place aux Jeux olympiques de 2000
  - 7e place aux Jeux olympiques de 1996
- Championnats d'Europe
  -  Champion d'Europe 2004
  -  médaille d'argent au Championnat d'Europe 2002
  -  médaille de bronze au Championnat d'Europe 1998
  - 4e place au Championnat d'Europe 1994
  - 9e place au Championnat d'Europe 2000

### Distinctions personnelles
- Élu meilleur handballeur mondial de l'année en 1998[4] ; également nommé en 2001 et 2002
- Élu meilleur joueur du Championnat d'Europe 1998[5]
- Élu meilleur demi-centre du Championnat d'Europe 2002
- Élu meilleur handballeur de l'année en Allemagne : 1997, 1998 et 1999